# Климко (фільм)
«Климко» – художній фільм режисера Миколи Вінграновського, знятий на кіностудії імені Олександра Довженка у 1983 році за мотивами творів «Климко», «Дід Северин» та «Вогник далеко в степу» Григіра Михайловича Тютюнника.

## Сюжет
У фільмі відображаються події під час радянсько-німецької війни. Донецьким степом йде хлопчик. Він зупиняється перепочити у стозі сіна, але там його випадково знаходить німецький солдат. Хлопчик лякається та тікає.
Він йде далі і зустрічає декількох дітлахів, які щось шукають у землі. Побачивши його дітлахи тікають. Хлопчик підходить ближче і бачить залишки вогнища, де знаходить печену картоплю. Неподалік він знаходить ще декілька картоплин. У своїх пошуках хлопчик відкидає у сторону палку. Лунає вибух. Хлопчик розуміє, що знаходиться на мінному полі. Обережно ступаючи, він біжить по слідах дітлахів… Незабаром він приходить у місто і йде на ринок…
Один з продавців питає хто він і звідки. Хлопчик розповідає, що його звати Климко та він шукає сіль. Чоловік розповідає, що за сіллю треба йти у Артемівськ, за 50 кілометрів. Побачивши босі ноги хлопчика, він дає Климкові взуття та трохи солі. 
Раптом починається облава – німецькі солдати та поліцаї хапають молодих жінок і чоловіків, щоб відправити їх на роботу у Німеччину. Климко тікає.
На шляху додому він потрапляє під обстріл та отримує поранення. Вісім місяців він лікується, а коли одужує, мачуха повідомляє йому, що повернулись радянські війська, але батько ще на війні.
Разом із односельчанами Климко йде до міста, щоб вступити до ремісного училища. В училищі хлопців вражає все: і заняття з фізичної культури, і просторі приміщення, і форма учнів. Та особливо їх вражає хліб, який привозять у столову. 
Односельців Климка приймають до училища, але йому відмовляють, посилаючись на його малий вік. Тоді мачуха йде з ним до директора училища і Климка приймають учнем. Він отримує нову форму та можливість триразово харчуватись під час навчання. Хліб він, як і багато інших учнів відносить додому, оскільки на селі дуже погано із продуктами.
В училище Климко зараховується до третьої навчальної групи. Їм представляють майстра і наставника – Федіра Демідовича Снопа, який поступово навчає хлопців виготовляти інструменти, необхідні для сільського господарства.
В один з днів зайняття починаються з першого для дітей уроку історії, який проводить їх новий, щойно призначений до училища, вчитель. Він розповідає учням славну історію краю, від скіфської доби та козаччини до перемог радянських військ над нацистськими загарбниками…
Климко дорослішає та поволі стає добрим помічником своєї мачухи. А невдовзі додому з війни повертається батько…

## Ролі виконували
Головні ролі:
- Сергійко Кретов — Климко
- Надія Бутирцева — Тітка Леся, мачуха Климка
- Павло Пташинський — Василь Силка
- Олексій Добролежа — Василь Обора
- Володимир Станкевич — Василь Кібкало
- Юрій Катін-Ярцев — Федір Демидович Сноп, майстер училища
- Анатолій Барчук — Директор училища

У ролях:
- Аня Зайцева — Маня
- Костянтин Степанков — Шахтер
- Ірина Мельник — дівчина
- Володимир Олексієнко — дід Штокало
- Іван Гаврилюк — батько
- Віктор Мірошниченко — дядько на підводі
- Люда Ярмолович — Оля
- Валя Дригота — Соня
- В епізодах: Тетяна Антонова, Катерина Брондукова, Володимир Волков, Галина Демчук, Михайло Ігнатов, Ніна Кобеляцька, Людмила Лобза, Петро Нікітенко, Дмитро Миргородський, Віктор Поліщук, Віра Саранова, Віктор Степаненко, Станіслав Станкевич, Василь Фущич, Валентин Черняк (в титрах — І. Черняк) та ін.

## Творча група
- Автор сценарію і режисер-постановник: Микола Вінграновський
- Оператор-постановник: Віталій Зимовець
- Художник-постановник: Анатолій Добролежа
- Композитор: Леся Дичко
- Звукооператор: Григорій Матус
- Режисер: В. Хацкевич
- Оператори: Л. Горлань, В. Шабалін
- Режисер монтажу: Т. Бикова
- Редактор: Катерина Шандибіна
- Художник по гриму: Е. Одинович
- Художники по костюмах: Ольга Яблонська, В. Горлань
- Художник-декоратор: Юрій Тишкевич
- Комбіновані зйомки: оператор — М. Бродський, художник — Михайло Полунін
- Симфонічний оркестр Держтелерадіо УРСР, диригент — С. Литвиненко
- Директор картини: Роберт Раїнчковський